# 帕拉西奥斯鲁维奥斯
帕拉西奥斯鲁维奥斯，是西班牙卡斯蒂利亚-莱昂萨拉曼卡省的一个市镇。 总面积37平方公里，总人口515人（2001年），人口密度14人/平方公里。